# Calodia
Calodia  (лат.) — род прыгающих насекомых из семейства цикадок (Cicadellidae). Более 30 видов.

## Описание
Небольшого размера прыгающие равнокрылые насекомые. Длина 6-10 мм (самки крупнее). Палеотропическая группа, встречающаяся только в Ориентальной области: от Индии и Шри-Ланки до Японии и Индонезии. Скутеллюм крупный, его длина равна или больше длины пронотума. Голова субконическая, отчётливо уже пронотума; лоб узкий. Глаза относительно крупные, полушаровидные; оцеллии мелкие. Клипеус длинный, узкий. Эдеагус узкий, с 2 или более апикальными шипиками. Сходны по габитусу с Lodiana, отличаясь деталями строения гениталий. Род включают в состав подсемейства Coelidiinae.

## Систематика
Небольшой род из подсемейства Coelidiinae. Включает более 30 видов.
- Calodia apicalis LI 1989
- Calodia attenuata Nielson 1982
- Calodia barnesi Nielson 1982
- Calodia bifurcata Xu & Kuoh 1999
- Calodia bicompressa
- Calodia bispinata Nielson 1982
- Calodia bispinosa Nielson 1982
- Calodia centata Zhang 1994
- Calodia claustra Nielson 1982
- Calodia cumula Nielson 1982
- Calodia deergha Meshram, 2019
- Calodia falx Nielson 1991[3]
- Calodia fusca
- Calodia grandis Nielson 1991
- Calodia guttivena Walker 1857
- Calodia harpagota Zhang 1994
- Calodia hemicycla Nielson 1982
- Calodia inaequalis Nielson 1982
- Calodia inclinans Walker 1857
- Calodia iniquitas Nielson 1991
- Calodia jonesi Nielson 1982
- Calodia keralica Meshram, 2019
- Calodia kirkaldyi Nielson 1982
- Calodia kodikanelensis Nielson 1991
- Calodia kumari Meshram, 2019
- Calodia laosensis Nielson 1991
- Calodia lateralis Nielson 1982
- Calodia lii Zhang 1994
- Calodia longispina  Li & Wang 1992
- Calodia longistyla  Nielson 1982
- Calodia martini  Nielson 1982
- Calodia multipectinata  Nielson 1982 typus
- Calodia multispinata  Nielson 1982
- Calodia neofusca Meshram, 2019
- Calodia obliqua  Nielson 1982
- Calodia obliquasimilaris  Zhang 1990
- Calodia obscurus Stål 1870
- Calodia ostentus  Distant 1918
- Calodia paracava  Nielson 1982
- Calodia paraobscura  Nielson 1991
- Calodia paraostenta  Nielson 1991
- Calodia paucita  Nielson 1982
- Calodia pennata  Nielson 1991
- Calodia periyari Meshram, 2019
- Calodia pica  Nielson 1982
- Calodia propennata
- Calodia punctivena  Walker 1857
- Calodia quadrispinata  Nielson 1991
- Calodia rama  Kirkaldy 1910
- Calodia robusta  Nielson 1982
- Calodia serrata  Nielson 1982
- Calodia setulosa  Zhang 1994
- Calodia siberutensis  Nielson 1991
- Calodia sparsispinulata  Nielson 1982
- Calodia spinifera  Zhang 1990
- Calodia spinocava  Nielson 1982
- Calodia subcrista  Nielson 1996
- Calodia sulawesiensis  Nielson 1991
- Calodia tridenta Meshram, 2019
- Calodia tripectinata  Nielson 1982
- Calodia trispinata  Nielson 1982
- Calodia vicina  Nielson 1991
- Calodia warei  Nielson 1982
- Calodia webbi  Nielson 1982
- Calodia yayeyamae  Matsumura 1913
- Calodia yunnanensis  Zhang 1994